# Juegos de las Islas de 2023
Los XIX Juegos de las Islas (también llamado Juegos de las Islas NatWest por motivos de patrocínio) sería un evento deportivo que se llevaría a cabo en Guernsey, en 2021. Sin embargo, debido a la pandemia de Coronavirus, los juegos se han pospuesto.
Esta será la tercera vez que la isla recibirá los juegos, el primero fue en 1987 y el segundo en 2003. El evento de una semana verá a alrededor de 3.000 competidores de las 24 islas panticipantes en 14 deportes.
Los XIX Juegos de las Islas (también conocidos como los Juegos de las Islas NatWest 2023 por razones de patrocinio) debían haberse celebrado en Guernsey en 2021; sin embargo, debido a la pandemia de COVID-19, los Juegos se pospusieron.[1][2] Esta será la tercera vez que la isla albergará los juegos, la primera fue en 1987 y la segunda en 2003.
Reprogramado, el evento de una semana de duración recibió a unos 2500 competidores y oficiales de 24 islas para participar en 14 deportes.

## Anfitrión
Las Islas Feroe fueron elegidas inicialmente para organizar los juegos, pero desistió a principios de 2015. En julio de 2016, la AGM de Island Games decidió por unanimidad otorgar los juegos a Guernsey.
La presidenta del comité organizador de Guernsey es Dame Mary Perkins, apoyada por Peter Vidamour como director deportivo e Ian Damarell como Director de Finanzas. El asesor de la International Island Games Association (IIGA) es Eric Legg.

## Apertura
El 8 de julio se celebró una ceremonia de apertura en el paseo marítimo de Saint Peter Port, presidida por Gibraltar, donde miles de personas acudieron para saludar a los 24 equipos que participaban en las competiciones de la semana. Cada nación participante trajo una muestra de agua de su propia isla para añadirla al agua de los juegos anteriores, en una fuente en un gesto simbólico, para anunciar la apertura de los juegos, una tradición que comenzó en los juegos de Åland de 1991.

## Equipos participantes
| - Åland - Alderney - Bermuda - Islas Cayman - Islas Malvinas - Islas Feroe - Frøya - Gibraltar | - Gotland - Groenlandia - Gozo - Guernsey (anfitrión) - Hitra - Isla de Man - Isla de Wight - Jersey | - Menorca - Orcadas - Saaremaa - Shetland - Sark - Santa Elena - Hébridas Exteriores - Anglesey |

## Deportes
La selección de deportes siguió el mismo itinerario que los Juegos de las Islas de 2019, sin embargo los deportes incluidos habían cambiado.
| - Tiro con arco - Atletismo - Bádminton - Baloncesto - Bolos sobre hierba - Ciclismo - Ciclismo de montaña - Ciclismo en ruta | - Fútbol (detalles) - Golf - Vela - Tiro deportivo - Natación - Tenis de mesa - Tenis - Triatlón |

## Medallero
| Núm.  | País                | Oro | Plata | Bronce | Total |
| ----- | ------------------- | --- | ----- | ------ | ----- |
| 1     | Guernsey            | 54  | 49    | 42     | 145   |
| 2     | Jersey              | 41  | 41    | 44     | 126   |
| 3     | Isla de Man         | 20  | 16    | 27     | 63    |
| 4     | Islas Feroe         | 17  | 21    | 26     | 64    |
| 5     | Isla de Wight       | 15  | 15    | 8      | 38    |
| 6     | Gotland             | 11  | 5     | 8      | 24    |
| 7     | Saaremaa            | 10  | 8     | 3      | 21    |
| 8     | Menorca             | 7   | 8     | 4      | 19    |
| 9     | Anglesey            | 6   | 7     | 5      | 18    |
| 10    | Islas Cayman        | 5   | 4     | 9      | 18    |
| 11    | Åland               | 4   | 4     | 6      | 14    |
| 12    | Gibraltar           | 3   | 3     | 10     | 16    |
| 13    | Bermudas            | 2   | 2     | 6      | 10    |
| 14    | Groenlandia         | 2   | 1     | 3      | 6     |
| 15    | Islas Malvinas      | 1   | 2     | 1      | 4     |
| 15    | Gozo                | 1   | 2     | 1      | 4     |
| 17    | Hébridas Exteriores | 0   | 4     | 1      | 5     |
| 18    | Islas Shetland      | 0   | 3     | 4      | 7     |
| 19    | Hitra               | 0   | 1     | 5      | 6     |
| 20    | Orcadas             | 0   | 1     | 1      | 2     |
| 21    | Sark                | 0   | 1     | 0      | 1     |
| 22    | Santa Elena         | 0   | 0     | 0      | 0     |
| 22    | Alderney            | 0   | 0     | 0      | 0     |
| 22    | Frøya               | 0   | 0     | 0      | 0     |
| Total | Total               | 199 | 198   | 214    | 611   |